# Hermann Imbusch
Hermann Imbusch (* 10. Mai 1877 in Osterfeld; † 7. Dezember 1914 an der Ostfront) war ein deutscher Gewerkschaftsfunktionär und Politiker der Zentrumspartei.

## Herkunft und Ausbildung
Hermann Imbusch wurde als Sohn des Tagelöhners Johann Heinrich Imbusch und seiner Frau Gertrud geb. Brüner geboren. Sein jüngerer Bruder war der spätere Gewerkschaftsführer, Reichstagsabgeordnete und Vorsitzende des Deutschen Gewerkschaftsbundes, Heinrich Imbusch. Wegen des gleichen Anfangsbuchstabens ihrer Vornamen wurden die Brüder später in der Öffentlichkeit immer wieder verwechselt. Im Jahr 1881 zog die Familie nach Frintrop (seit 1915 Stadtteil von Essen) auf den Brüner’schen Kotten. Während des Besuches der Volksschule hatte der Religionsunterricht durch den Pfarrer von St. Josef, Peter Schlenter (1846–1908), prägenden Einfluss auf die Brüder Imbusch.

## Gewerkschaft und Politik
Nach Ende der Schulzeit arbeitete Imbusch bis 1904 unter Tage, trat zusammen mit seinem Bruder Heinrich 1897 dem Gewerkverein Christlicher Bergarbeiter bei, übernahm 1903 dessen Zahlstelle in Frintrop und wurde 1904 als Sekretär Rechtsschutzexperte in dessen Hauptgeschäftsstelle in Essen. Schon 1903 hatte er an einem Schulungskurs der Zentralstelle des Volksvereins für das katholische Deutschland in Mönchengladbach teilgenommen, der von Heinrich Brauns geleitet wurde, der ihm aus dessen Vikarszeit in Borbeck bekannt war. In den Folgejahren beriet Imbusch zusammen mit seinem Bruder auch auswärtige Knappenvereine in Gewerkschaftsfragen.

## Abgeordneter
Seit 1903 engagierten sich die Brüder Imbusch bei den Gemeinderatswahlen in Borbeck; 1907 wurde Hermann für die katholische Zentrumspartei gewählt und gehörte dem Gemeinderat bis 1909 an. Im Mai 1908 wurde er für den Wahlkreis Regierungsbezirk Aachen 2 (Eupen sowie Stadt- und Landkreis Aachen) als Nachfolger von Viktor Rintelen in das Preußische Abgeordnetenhaus gewählt, dem er bis zu seinem Tod 1914 angehörte. Dennoch wurde er in den Drucksachen noch bis 1917 als Mitglied geführt.
Hermann Imbusch fiel als Soldat an der Ostfront des Ersten Weltkrieges.